# Barycholos
Genre
Barycholos est un genre d'amphibiens de la famille des Craugastoridae.

## Répartition
Les 2 espèces de ce genre se rencontrent en Équateur et au Brésil.

## Liste des espèces
Selon Amphibian Species of the World (19 novembre 2016) :
- Barycholos pulcher (Boulenger, 1898)
- Barycholos ternetzi (Miranda-Ribeiro, 1937)

## Étymologie
Le nom de ce genre vient du grec baruxolos, sauvage, en l'honneur de Jay Mathers Savage.

## Publication originale
- Heyer, 1969 : Studies on the genus Lepodactylus (Amphibia, Leptodactylidae). 3. A redefinition of the genus Leptodactylus and a description of a new genus of Leptodactylid frogs. Contributions in Science,  Natural History Museum of Los Angeles County, vol. 155, p. 1-14 (texte intégral).